# Masato Uchishiba
Masato Uchishiba (jap. 内柴正人 Uchishiba Masato; ur. 17 czerwca 1978 w Sihui) – japoński zawodnik w judo startujący w kategorii do 66 kg, dwukrotny złoty medalista igrzysk olimpijskich. Srebrny medalista mistrzostw świata z Kairu (2005), brązowy medalista igrzysk azjatyckich w Pusan (w kat. do 60 kg).